# Sonate K. 207
La sonate K. 207 (F.155/L.371) en mi majeur est une œuvre pour clavier du compositeur italien Domenico Scarlatti.

## Présentation
La sonate K. 207 en mi majeur, notée Allegro, est la deuxième d'un couple avec la sonate précédente, de mouvement lent. La paire ouvre les manuscrits de Venise (vol. III) et Parme (vol. V). La virtuosité y est « ruisselante ».

Le manuscrit principal est le numéro 2 et dernier du volume III de Venise (1754), copié pour Maria Barbara ; l'autre est Parme V 2.

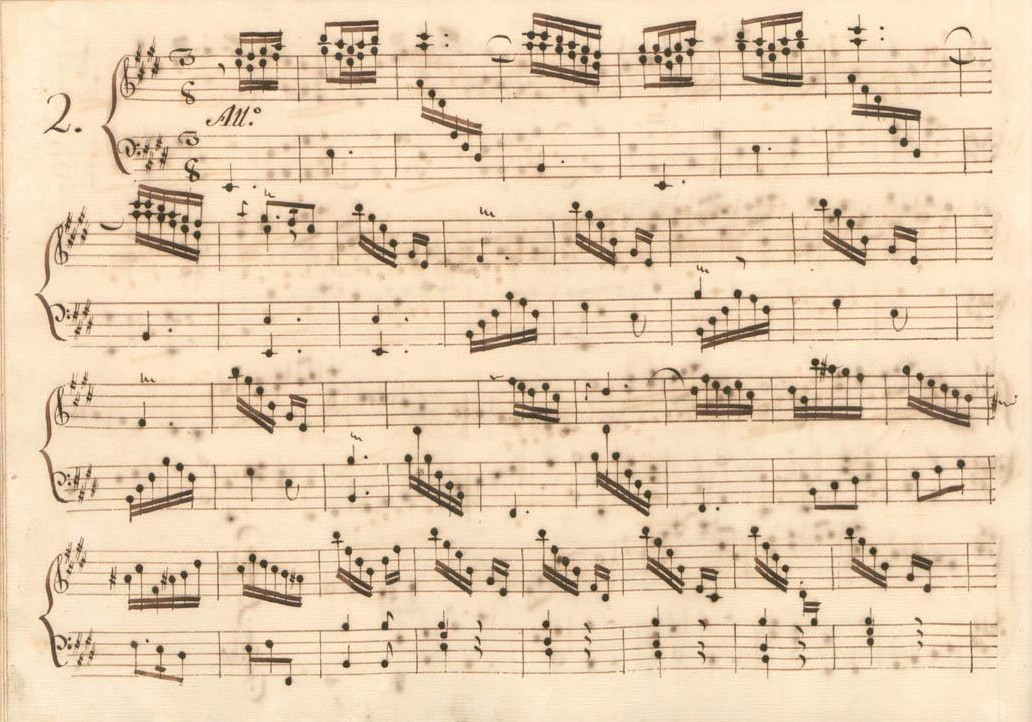
Parme V 2.
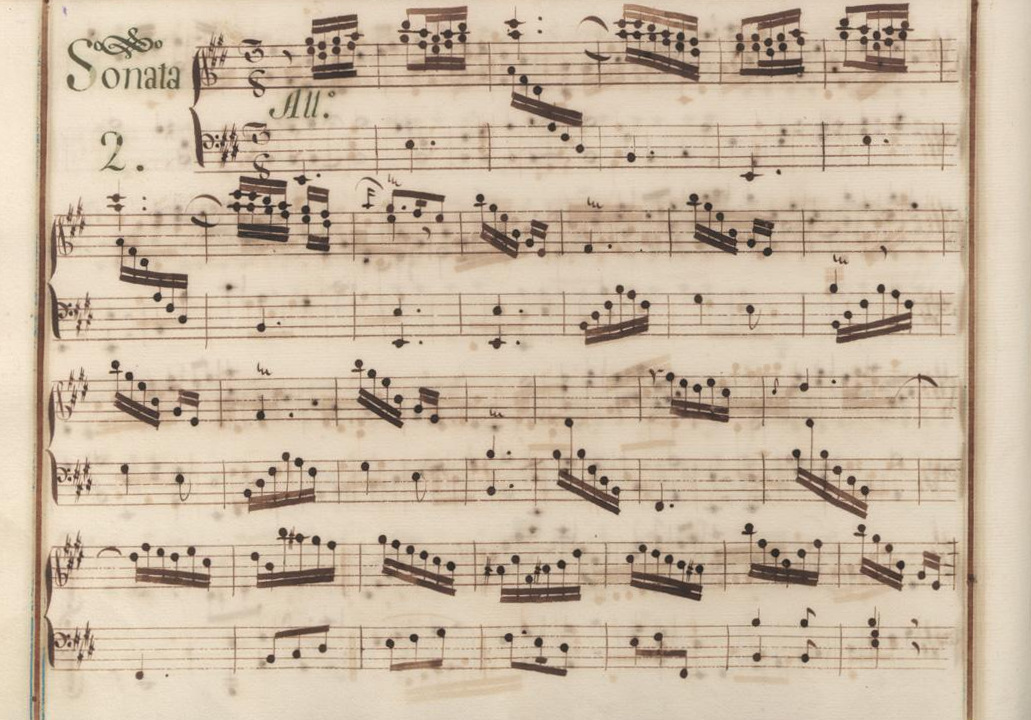
Venise III 2.

## Interprètes
La sonate K. 207 est défendue au piano notamment par Carlo Grante (2009, Music & Arts, vol. 2) ; au clavecin par Rafael Puyana (1984, Harmonia Mundi), Scott Ross (1985, Erato), Richard Lester (2001, Nimbus, vol. 2) et Pieter-Jan Belder (Brilliant Classics, vol. 5).

## Sources
: document utilisé comme source pour la rédaction de cet article.
- Ralph Kirkpatrick (trad. de l'anglais par Dennis Collins), Domenico Scarlatti, Paris, Lattès, coll. « Musique et Musiciens », 1982 (1re éd. 1953 (en)), 493 p. (ISBN 978-2-7096-0118-4, OCLC 954954205, BNF 34689181).
- Alain de Chambure, « Domenico Scarlatti : Intégrale des sonates — Scott Ross », Erato (2564-62092-2), 1985 (OCLC 891183737) .